# Мерил (Орегон)
Мерил (енгл. Merrill) град је у америчкој савезној држави Орегон.

## Демографија
По попису из 2010. године број становника је 844, што је 53 (-5,9%) становника мање него 2000. године.
| Група             | 2000.       | 2010.       |
| Белци             | 562 (62,7%) | 441 (52,3%) |
| Афроамериканци    | 1 (0,1%)    | 1 (0,1%)    |
| Азијати           | 2 (0,2%)    | 0 (0,0%)    |
| Хиспаноамериканци | 300 (33,4%) | 364 (43,1%) |
| Укупно            | 897         | 844         |